# Rice Lake (Wisconsin)
Rice Lake – miasto w Stanach Zjednoczonych, w stanie Wisconsin, w hrabstwie Barron.